# HD 101364
HD 101364 è una stella di magnitudine +8,67 situata nella costellazione del Dragone, a 208 anni luce dal sistema solare. Nel 2007 è stata riconosciuta come la stella nota più simile al Sole per massa, raggio, abbondanza di elementi pesanti ed età, tanto da essere considerata una delle stelle che più merita il titolo di "gemella" della nostra stella.

## Caratteristiche fisiche
La stella è una nana gialla di tipo spettrale G5V, con una massa equivalente a quella solare ed un raggio ed una luminosità di poco superiori.

### Similitudini con il Sole
HD 101364 ha una temperatura superficiale di 5785 K, praticamente la stessa del Sole, ed una età che, anche prendendo fonti diverse, si differenzia al massimo di un miliardo di anni rispetto a quella solare, ma potrebbe essere più o meno la stessa. Uno degli elementi che più la fanno apparire simile al Sole è l'abbondanza di litio presente; altre stelle simili al Sole, come 18 Scorpii, che per oltre un decennio era stata considerata la gemella del Sole, hanno un contenuto più alto di questo elemento, al contrario l'abbondanza di litio in HD 101364 è molto vicina a quella solare. Non si conosce precisamente la causa del perché stelle tanto simili tra loro possano avere valori tanto differenti di litio, ma pare che questo sia correlato alla massa e all'età della stella. Da un lato pare che le stelle con massa del 3-4% maggiore di quella solare siano meno impoverite di litio; inoltre pare che la presenza del litio decresca con l'avanzare dell'età, e che dunque le altre stelle considerate gemelle del Sole siano, a differenza di HD 101364, relativamente più giovani, mentre al contrario, il litio è scarso nella più vecchia stella simile al Sole conosciuta, ossia HD 197027.
Solitamente le stelle con meno litio sono meno attive e più stabili; inoltre le osservazioni effettuate suggeriscono anche che non sono presenti intorno alla stella pianeti gioviani caldi che potrebbero perturbare le orbite di eventuali pianeti terrestri nella zona abitabile. Questi fattori portano gli astronomi a pensare che HD 101364 sia uno tra i migliori candidati ad ospitare un sistema planetario simile al nostro, in grado di ospitare una civiltà evoluta su un pianeta simile alla Terra, e che debba essere considerata come obiettivo primario per una ricerca del SETI.